# Emoia atrocostata
Emoia atrocostata este o specie de șopârle din genul Emoia, familia Scincidae, descrisă de Lesson 1830.

## Subspecii
Această specie cuprinde următoarele subspecii:
- E. a. atrocostata
- E. a. australis
- E. a. freycineti